# پالامدیس (اسطوره)
در اساطیر یونانی پالامِدیس (به یونانی: Παλαμήδης) یا پالامِدِه (به ایتالیایی: Palamede)، پسر نائوپلیوس∗ و کلیمنه∗بود.
وی در لشکرکشی یونانیان به تروآ به آنان پیوست. پوسانیاس∗ در شرحی بر یونان∗می‌گوید که در کورینت یک معبد طالع∗ وجود دارد که پالامده تاسی که اختراع کرده بود را وقف آن کرده‌است. افلاطون در جمهور (کتاب هفتم) به ادعای پالامده مبنی بر اختراع اعداد اشاره می‌کند.

## لشکرکشی به تروآ

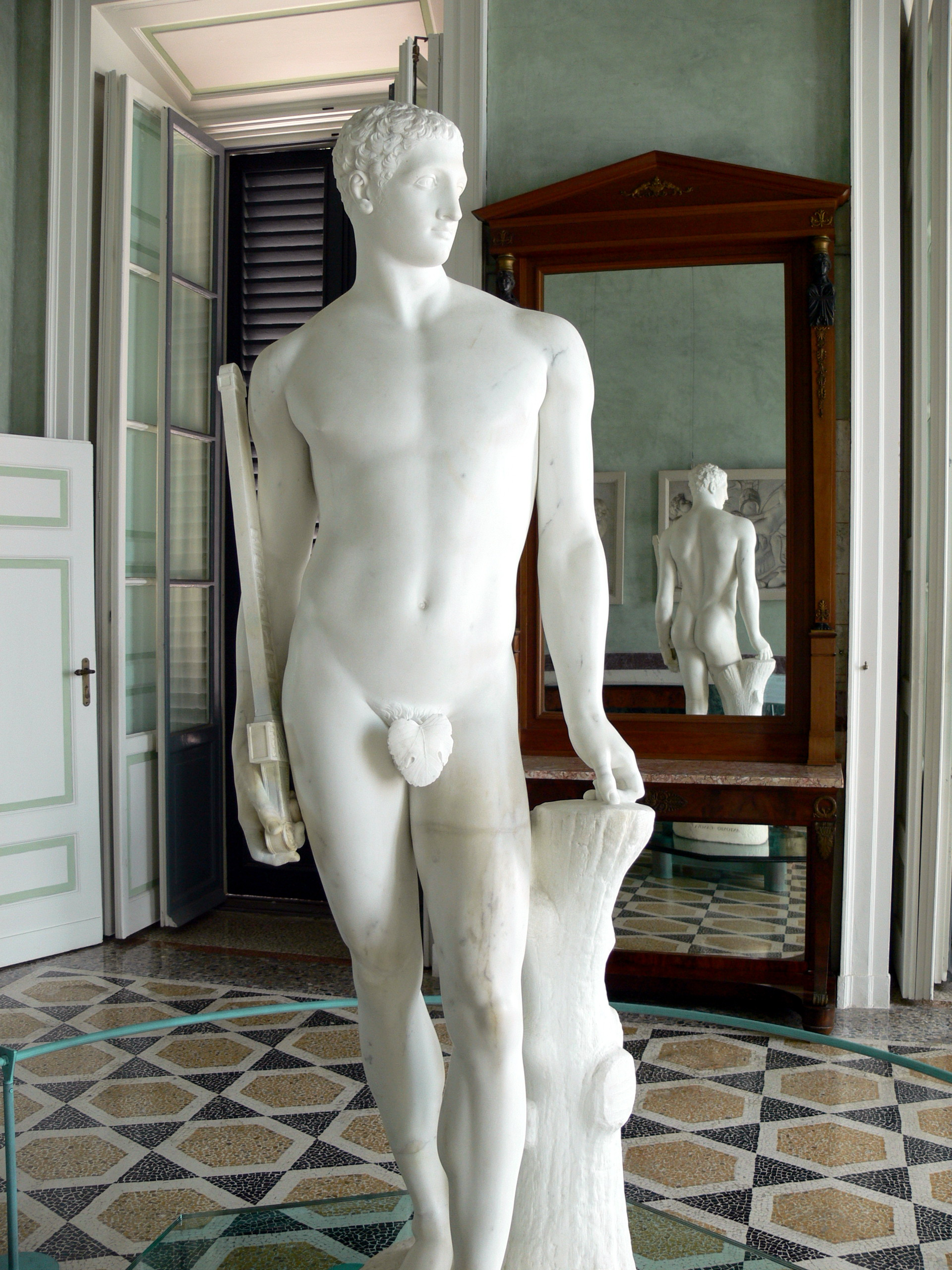
پالامده، تندیسی از آنتونیو کانووا، که در ویلا کارلوتا، تره متسینا (استان کومو) نگه داری می‌شود.

پس از آنکه پاریس هلن را دزدید و به تروآ برد، آگاممنون پالامده را به ایتاکا فرستاد تا اودیسه را بازگرداند؛∗کسی که قول داده بود از ازدواج هلن و منلائوس دفاع کند. اودیسه نمی‌خواست به سوگند خود عمل کند، برای همین زمین خود را با یک الاغ∗ و یک ورزا∗ (که هر دو حیوان را به یک گاوآهن∗ بسته بود) شخم می‌زد [که تمارض به جنون کند]؛ پالامده حدس زد که اوضاع از چه قرار است، پس پسر شیرخوار اودیسه، تلماخوس، را در جلوی گاوآهن قرار داد. اودیسه ناچار از کار دست کشید و خود را عاقل نشان داد؛ و بر خلاف میلش در جنگ تروآ با یونانی‌ها همراه شد.

## مرگ
منابع باستانی راجع به چگونگی و جزئیات مرگ پالامده با یکدیگر اختلاف دارند.
اودیسه هیچ‌گاه پالامده را به خاطر برهم زدن تلاش‌هایش برای بیرون ماندن از جنگ تروآ را نبخشید. زمانی که پالامده به یونانی‌ها پند داد به خانه بازگردند، اودیسه طلایی در چادر∗ وی مخفی کرد و نامه ای از سوی پریام جعل کرد. این نامه یافته شد و یونانی‌ها به پالامده اتهام زدند که خائن∗ است. پالامده توسط اودیسه و دیومده سنگسار شد. بر طبق دیگر گزارش‌ها، دو جنگجوی نامبرده وی را در طول یک سفر ماهیگیری غرق کردند.
اووید در دگردیسی‌ها راجع به نقش پالامده در جنگ‌های تروآ بحث می‌کند. سرنوشت پالامده در انه‌اید اثر ویرژیل نیز توصیف شده‌است. در آپولوژی، اثر افلاطون، سقراط چنان توصیف می‌شود که دلش می‌خواهد پس از مرگش با پالامده هم‌سخن شود؛ و در فایدروس، افلاطون اشاره می‌کند که پالامده کتابی درباب بلاغت نگاشته‌است. اوریپید و بسیاری از نمایشنامه نویسان∗، نمایشنامه∗هایی درباب سرنوشت وی نگاشته‌اند.

## ابداعات
پلینیوس بزرگتر که ابداعات مردمان و شخصیت‌های گذشته را لیست می‌کرد، نوشته‌است که پالامده در طول جنگ تروآ اولین کسی بود که یک ارتش را نظم بخشید∗، کلمات رمزی∗، سیگنال ها∗ و بهره‌گیری از گارد∗ را باب نموده، و چهار کلمهٔ θ، ξ، φ، و χ را افزود.
فیلوستراتوس در اثر خود با عنوان در باب قهرمانان∗می‌گوید که پیش از پالامده مفاهیم فصل، ماه و سال وجود نداشتند، و همین‌طور سکه‌ها، وزن و اندازه‌گیری، شمارش، و اشتیاق به آموختن نیز نبودند؛ چراکه هنوز حروف الفبا وجود نداشتند.

## پانوشت‌ها
1. ↑  L Schmitz (۲۰۱۵-۰۴-۱۳). «A Dictionary of Greek and Roman Biography and Mythology, Volume 3».
2. ↑  L Schmitz (۲۰۱۵-۰۴-۱۳). «A Dictionary of Greek and Roman Biography and Mythology, Volume 3».
3. ↑  Apollodorus, Epitome, Apollod. Epit. E.3.7
4. ↑  L Schmitz (۲۰۱۵-۰۴-۱۳). «A Dictionary of Greek and Roman Biography and Mythology, Volume 3».
5. ↑  Hyginus, Fabulae, 105
6. ↑  Pausanias 10.31.2, citing the epic Cypria.
7. ↑  Ovid. Metamorphoses. pp. 13.34–60, 308–312.
8. ↑  Virgil. Aeneid. pp. 2.81–85.
9. ↑  Plato. Apology, 41b.
10. ↑  Phaedrus, 261b
11. ↑  Pliny the Elder. "The Natural History" (به انگلیسی).
12. ↑  Pliny the Elder. "The Natural History" (به انگلیسی).
13. ↑  Flavius Philostratus. "Flavius Philostratus, On Heroes" (به انگلیسی). Archived from the original on 26 January 2021. Retrieved 18 June 2020.
14. ↑  "Telemachus". Wikipedia (به انگلیسی). 2019-12-08.